# Suka Maju (Lolowau)
Suka Maju is een bestuurslaag in het regentschap Nias Selatan van de provincie Noord-Sumatra, Indonesië. Suka Maju telt 48 inwoners (volkstelling 2010).